# Карала
Ка́рала (ест. Karala küla) — село в Естонії, у волості Ляене-Сааре повіту Сааремаа.

## Населення
Чисельність населення на 31 грудня 2011 року становила 72 особи.

## Географія

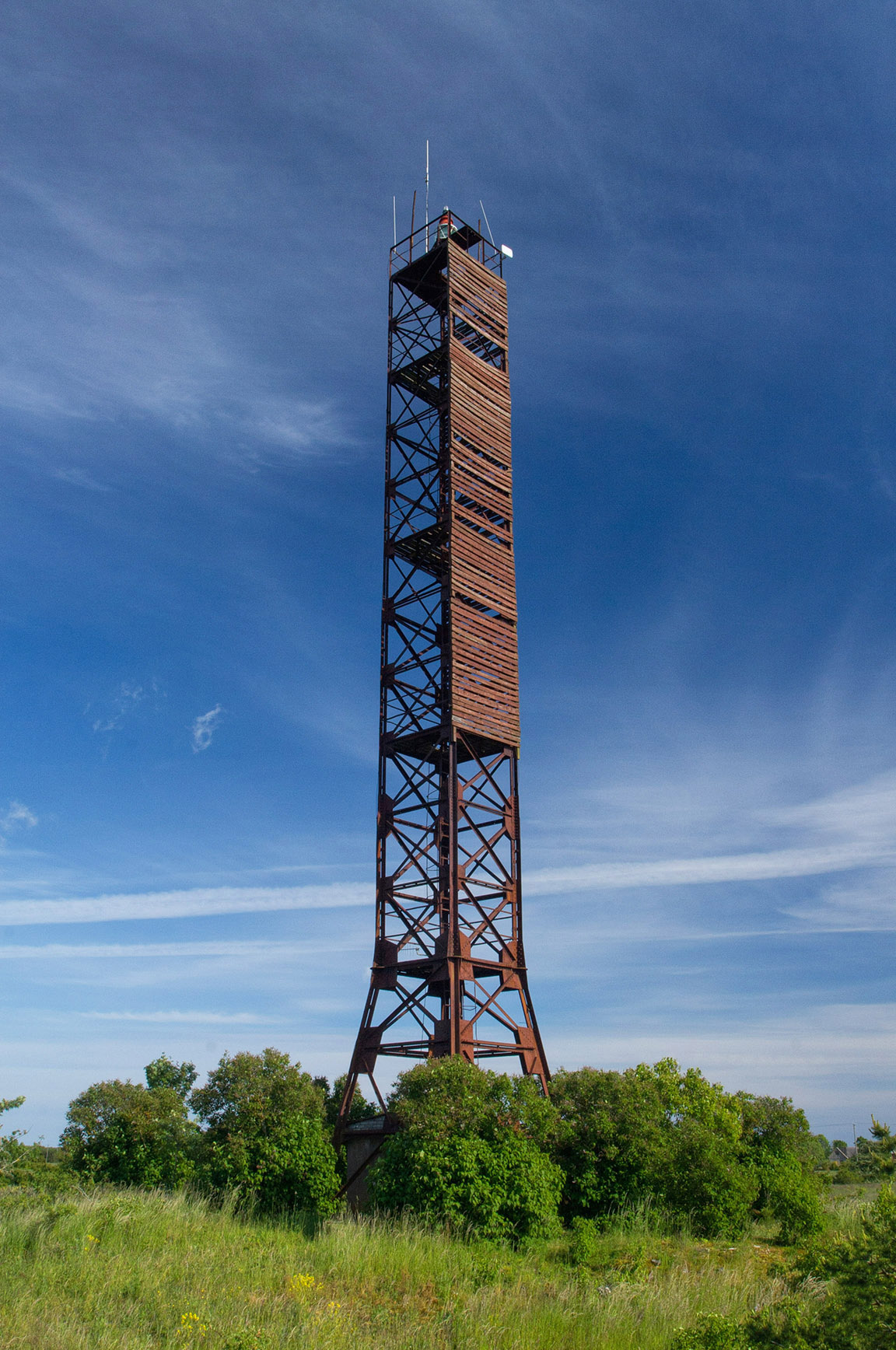
Караласький маяк

Карала розташована на березі Балтійського моря. На південь від села лежить озеро Салуярв (Salujärv).
У 1953 році неподалік від села (58°16′17″ пн. ш. 21°53′48″ сх. д. / 58.27139° пн. ш. 21.89667° сх. д.) був побудований маяк (Karala tulepaak) — металева вежа заввишки 28 метрів.
Через село проходить автошлях 112 (Кяесла — Карала — Лоона).

## Історія
Історично Карала належала до приходу Кігелконна (Kihelkonna kihelkond).
До 12 грудня 2014 року село входило до складу волості Люманда.

## Пам'ятки
- Меморіал усім загиблим у морі.